# Шютторф
Шютторф (нем. Schüttorf) — город в Германии, в земле Нижняя Саксония.
Входит в состав района Графство Бентхайм. Подчиняется управлению Шютторф. Население составляет 12 607 человек (на 31 декабря 2010 года). Занимает площадь 11,23 км². Официальный код — 03 4 56 021.
| Год  | Население |
| ---- | --------- |
| 1990 | 9 563     |
| 1995 | 10 779    |
| 2000 | 11 455    |
| 2005 | 11 573    |
| 2010 | 11 574    |

## География
Располагается на юго-западе Нижней Саксонии, в десяти километрах от границы с Нидерландами. Река Фехте пересекает город и делит его пополам. Самая высокая точка города — 48 метров над уровнем моря. Вокруг города было много пустого пространства, которое сейчас преобразовано в сельскохозяйственные угодья. Город расположен неподалёку от леса Бентгеймер (около 8% леса — 89 гектаров входит в городскую зону). Таким образом, зоны в рамках границ Шютторфа делятся так: болотно-песчаный ландшафт, лес и Нордхорнская низменность.

## Население
Плотность населения — 649 человек на квадратный километр. Из 12627 жителей города 50,4% составляют женщины (данные за 2015 год). 40,7% жителей реформаторы, 14,9 — лютеране, 22,1% — католики, остальные 22% — члены других религиозных общин. 8% из жителей города иностранцы, в основном турки и голландцы.

## История
Первые поселения на этом месте датируются 2000 г. до н.э. — при постройке железной дороги было обнаружено бедро примерно такого возраста. На этот же период указывает глиняный горшок, найденный в 1927 году.
Впервые Шютторф упоминается в 1154 году, когда он являлся собственностью графов Бентгеймов и это старейший город графства. В 1295 году город входит в Ганзейский союз.
Первым мэром был избран в 1924 году Франц Шерманн, занимавший эту должность до 1942 года., а затем вновь с 1946 по 1949 годы, а также с 1952 по 1956 годы. С 2016 года в Шютторфе мэром является Йорн Гюттер.

С XIX века в городе развивалась текстильная промышленность, до этого он был преимущественно сельскохозяйственным. 

## Фотографии

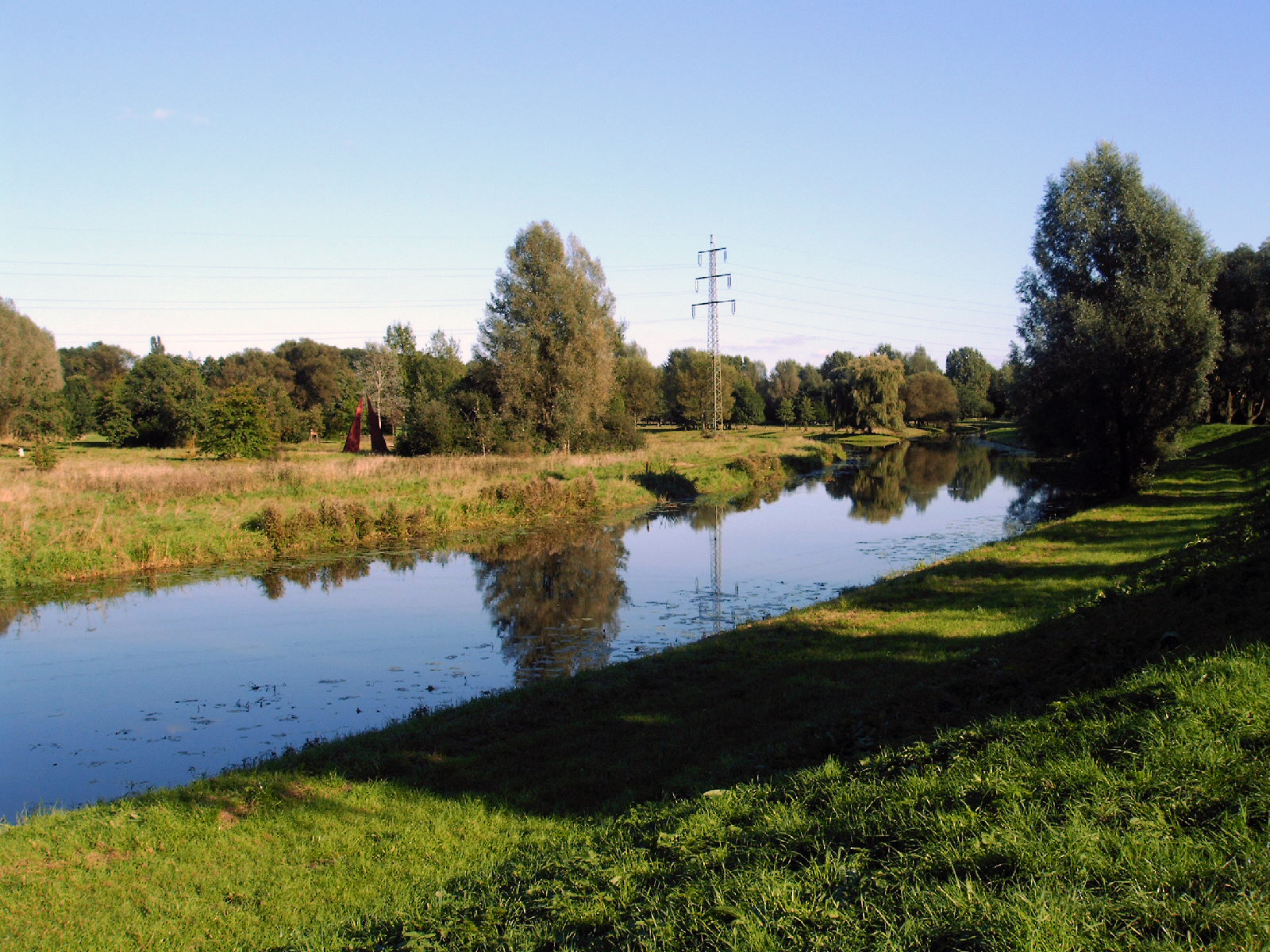
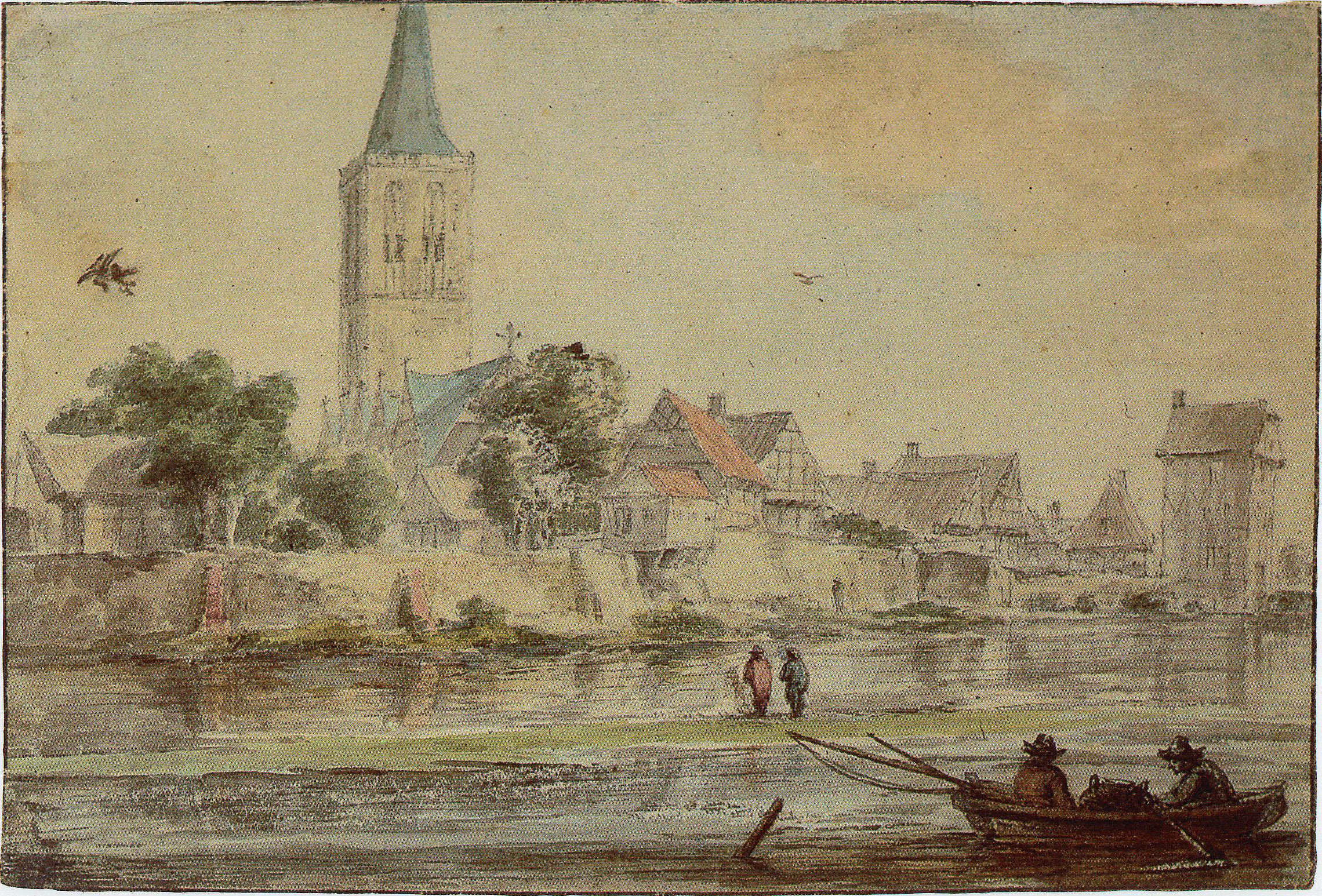
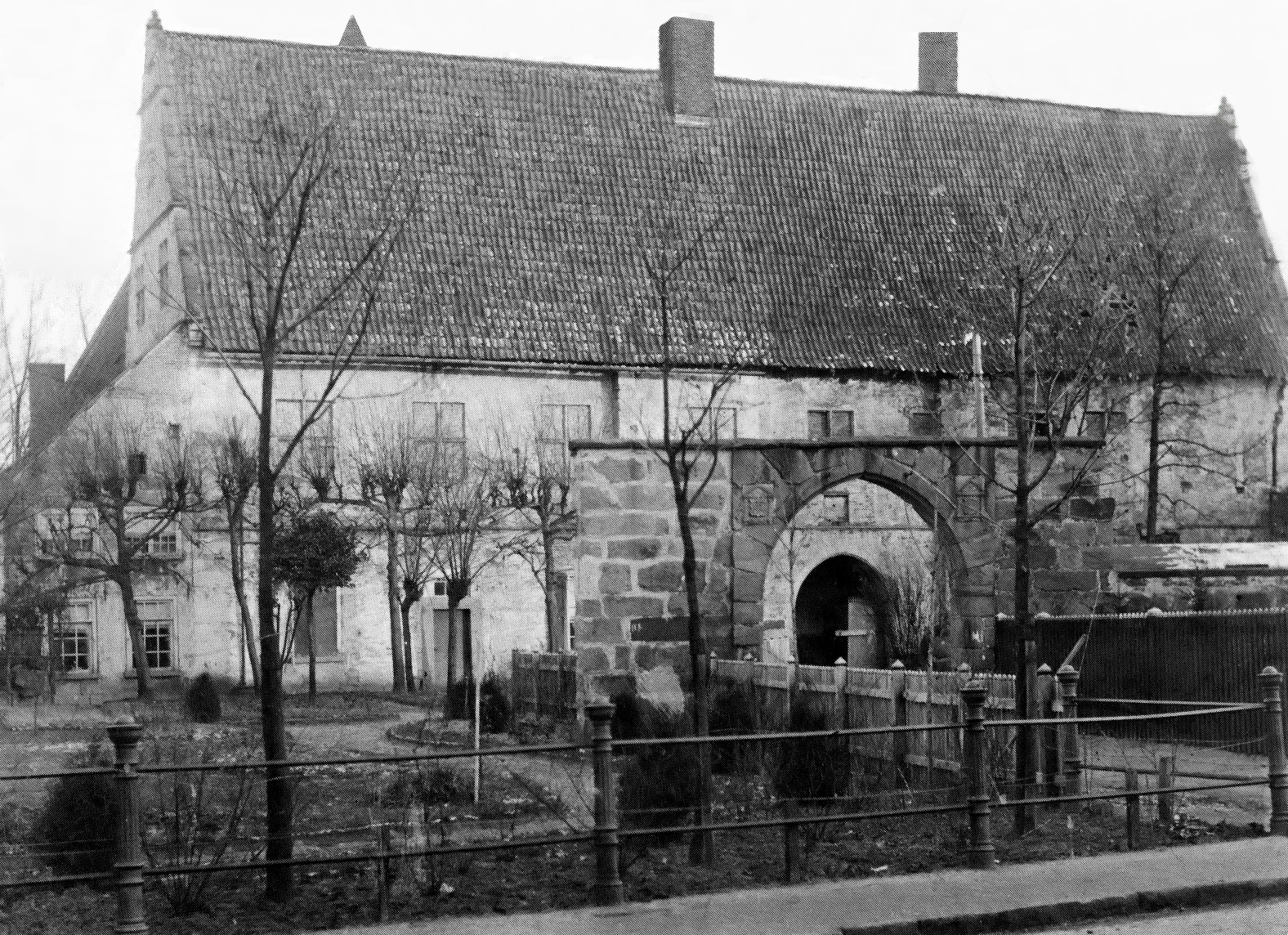
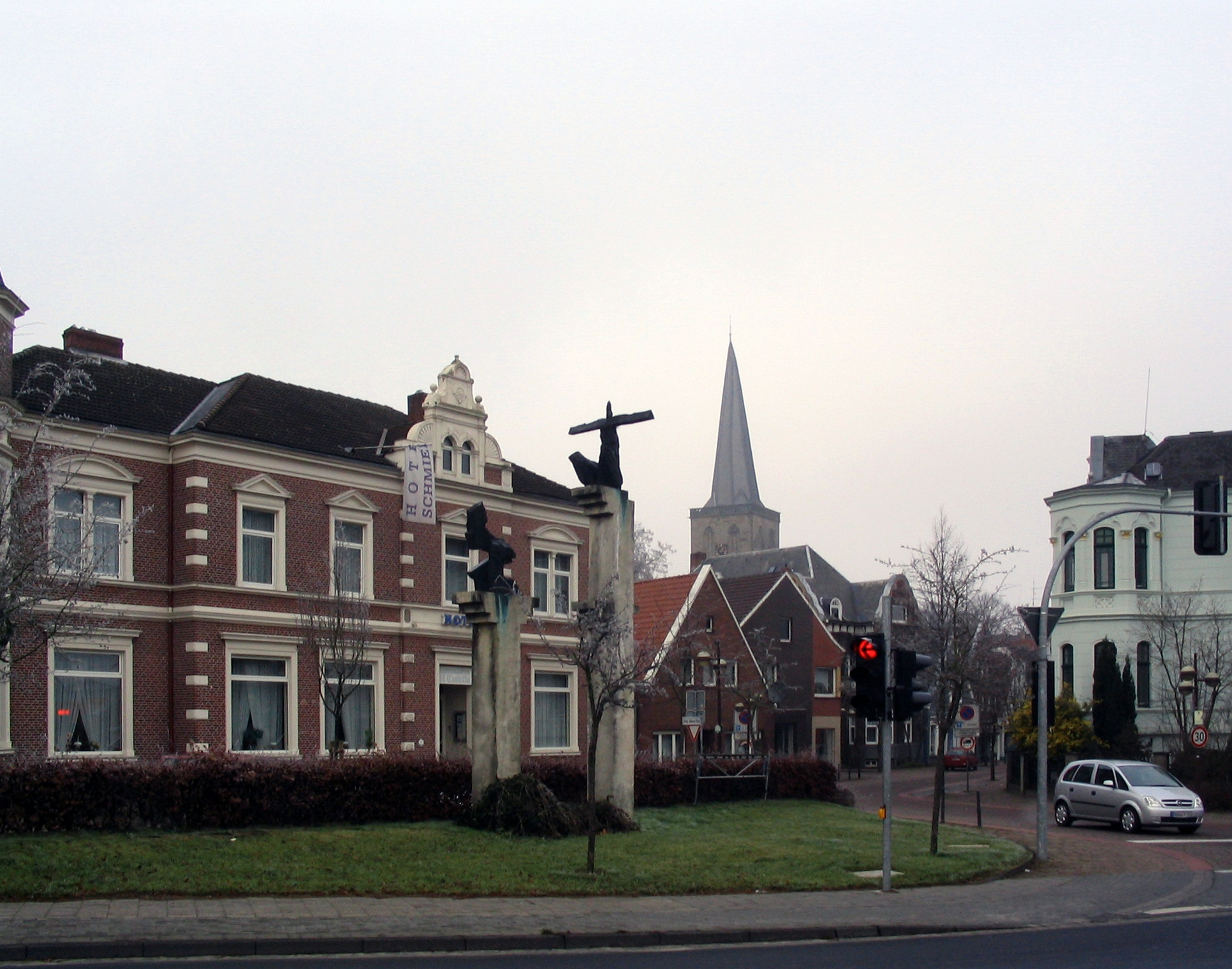
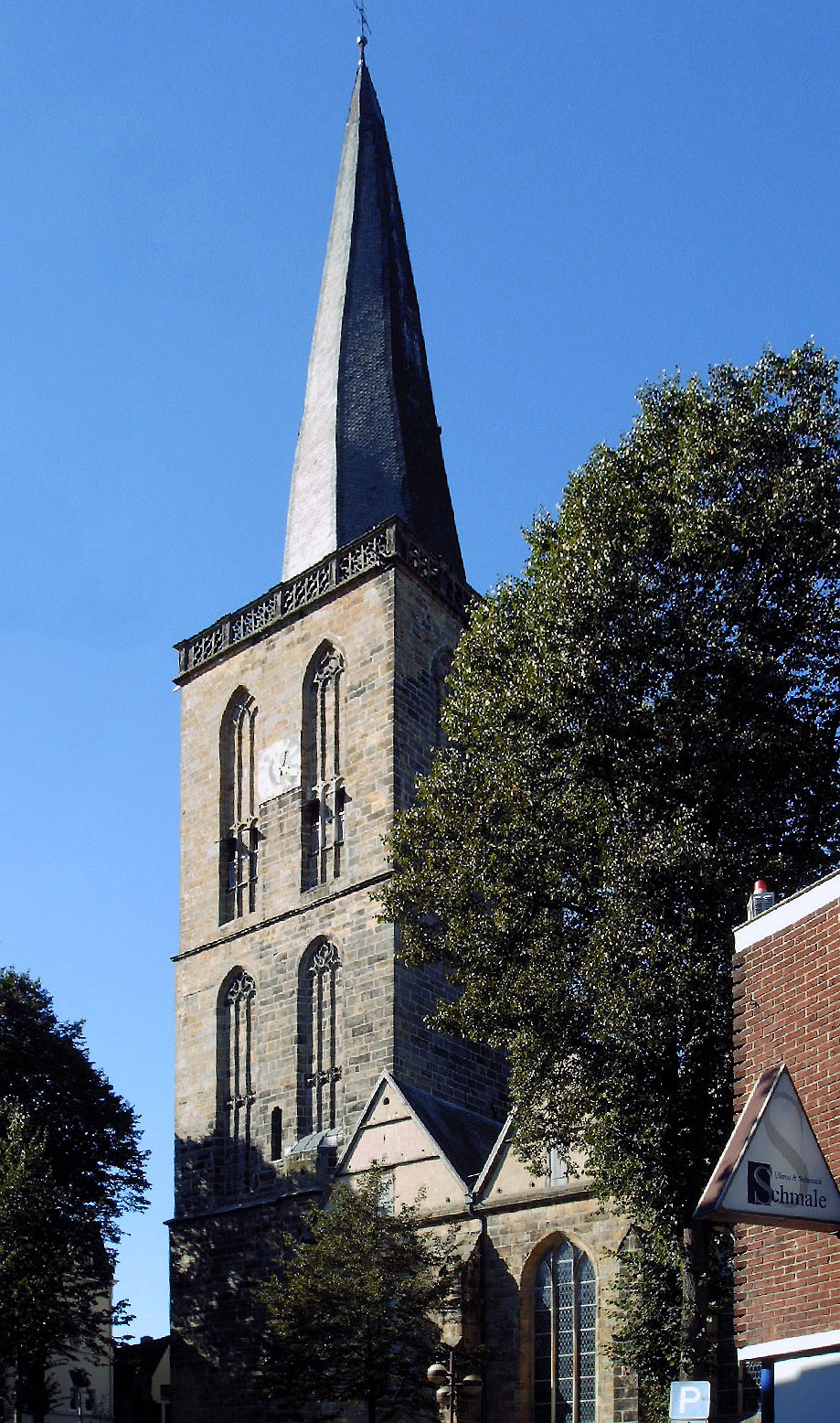
Церковь
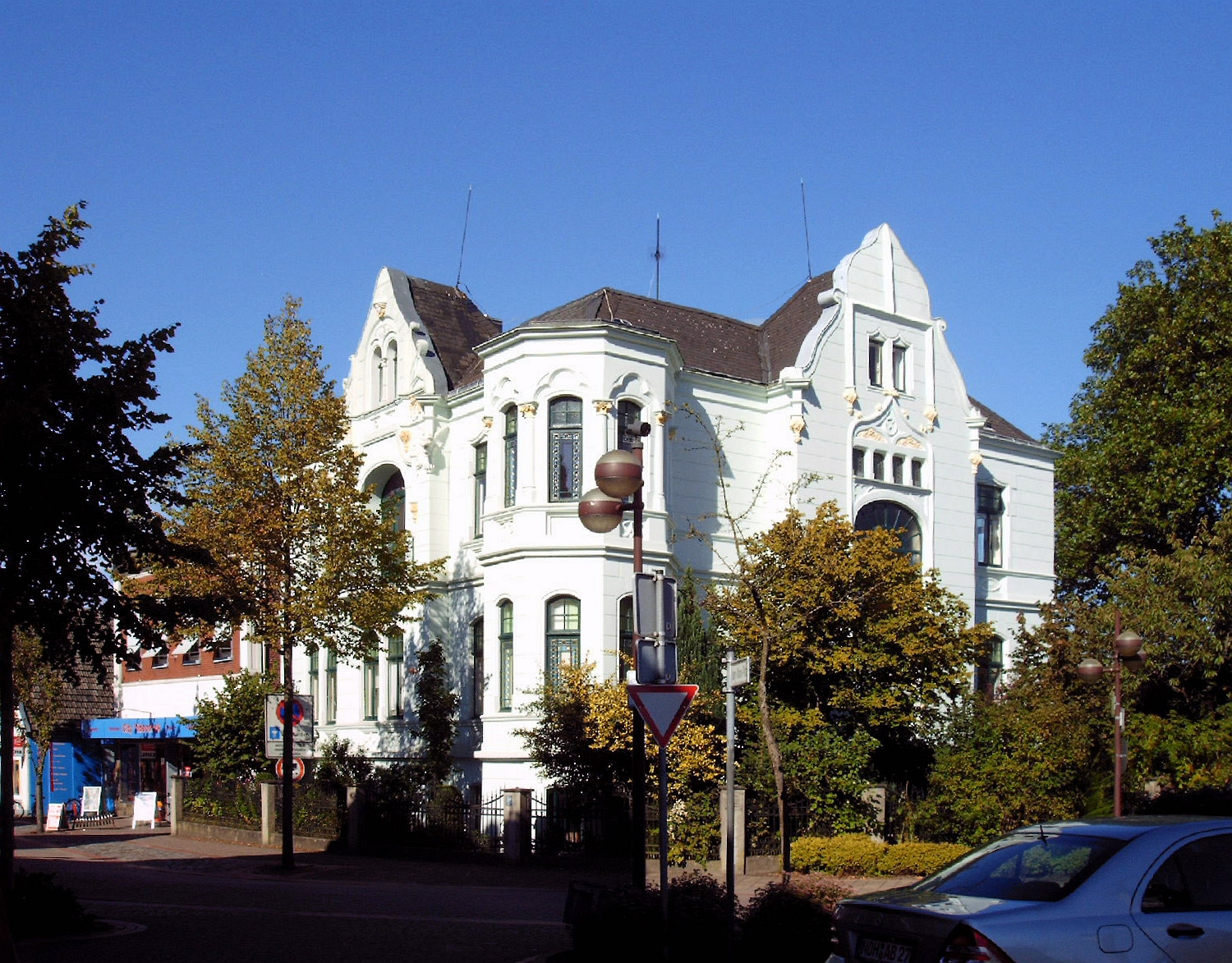